# Utrechts Psalter

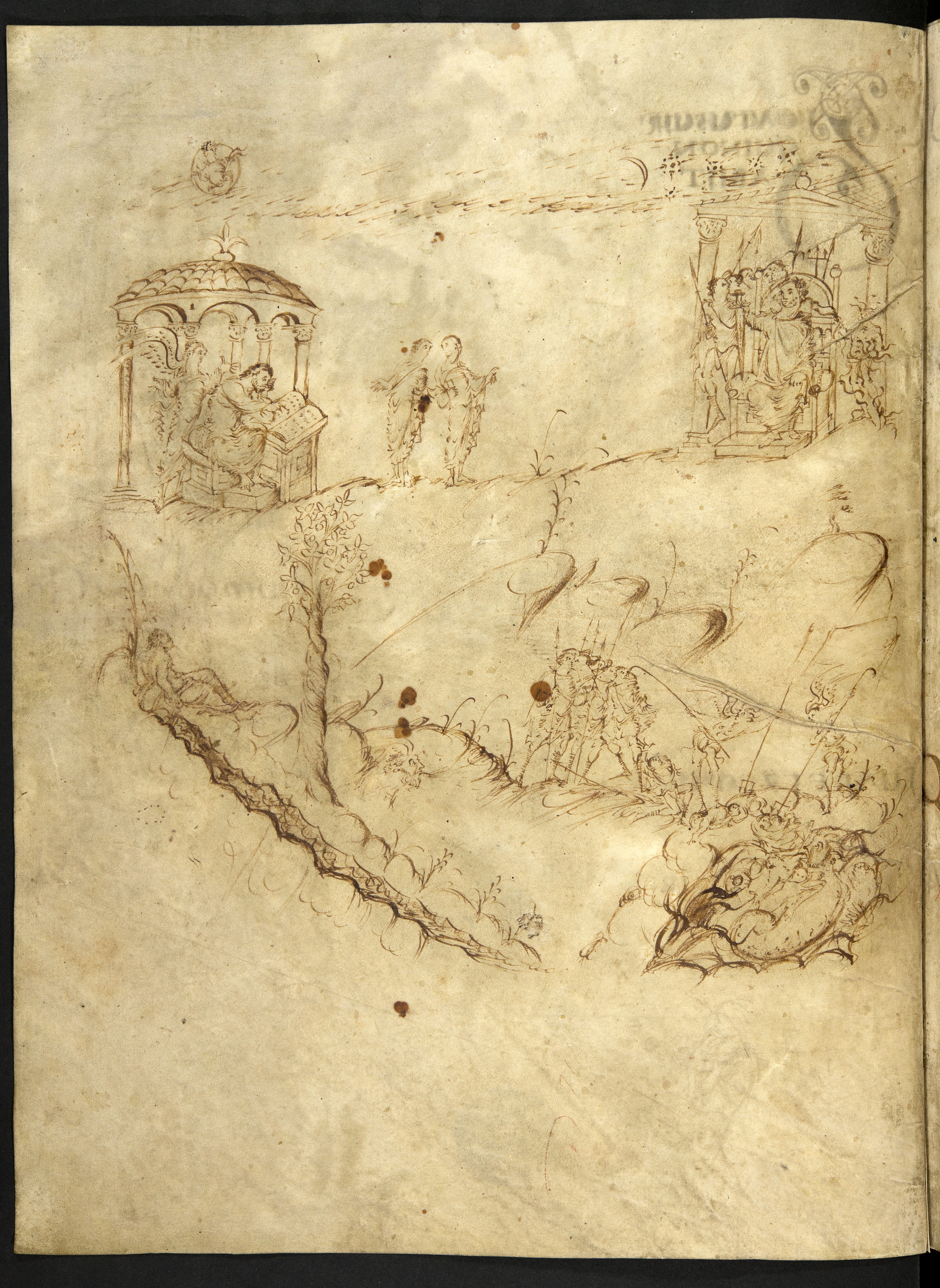
Het begin van het Utrechts Psalter

Het Utrechts Psalter is een geïllumineerd handschrift uit de negende eeuw, vervaardigd in de abdij van Hautvillers in Frankrijk. Het wordt algemeen beschouwd als een topstuk van de Karolingische handschriftenproductie. Dit psalter of psalmboek bevat de teksten van alle 150 psalmen en van zestien zogenaamde cantica, hymnes uit de Bijbel, die in de middeleeuwen vaak aan het psalter werden toegevoegd. Dit boekwerk is vernoemd naar en in bezit van de Universiteitsbibliotheek Utrecht, waar het in de 19e eeuw is herontdekt en bewaard wordt als Bibl. Rhenotraiectinae I Nr. 32. In oktober 2015 voegde de UNESCO het Utrechts Psalter toe aan het Memory of the World-programma, om de bijzondere erfgoedstatus te onderstrepen.

## Beschrijving

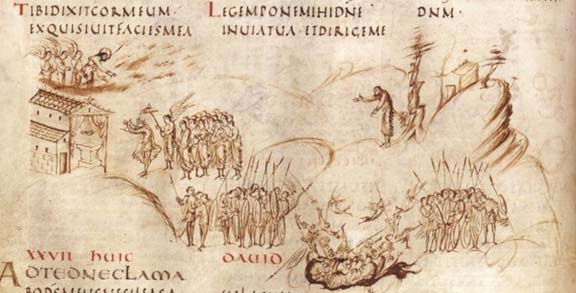
Utrechts Psalter

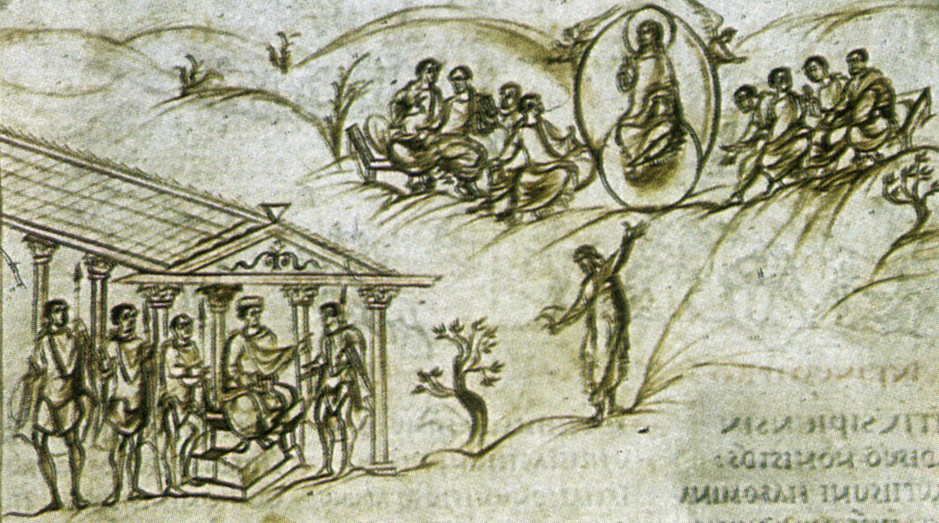
Utrechts psalter, folio 30

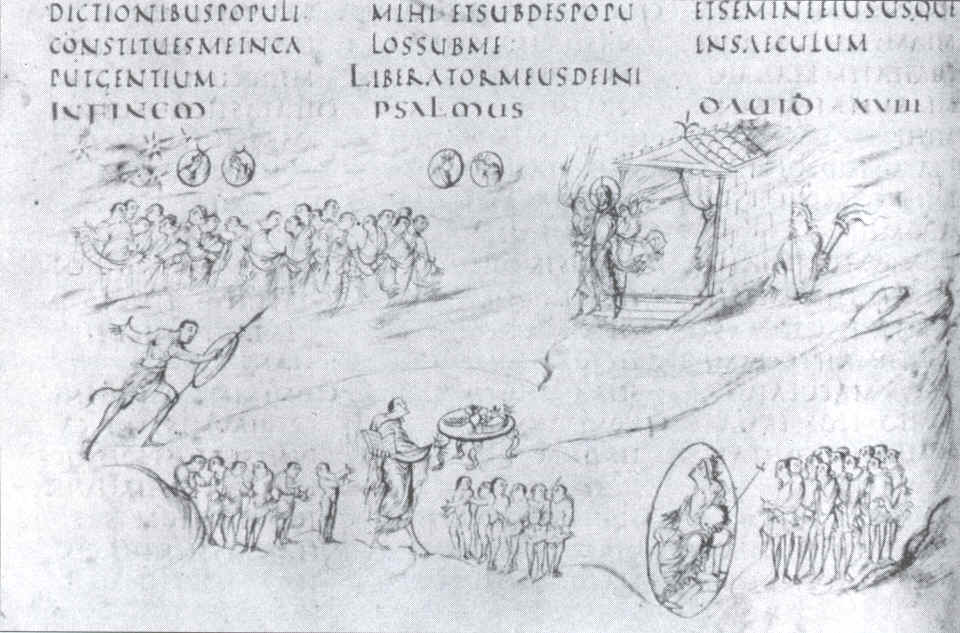
Utrechts psalter, psalm 18

Het handschrift bestaat uit twee delen van verschillende herkomst, enerzijds het psalter en anderzijds fragmenten van een evangeliarium.
Het psalter telt 92 perkamenten folia van 330 x 225 mm samengesteld uit katernen van vier bifolia dus 8 folia of 16 bladzijden per katern. Het is geschreven in 3 kolommen van 32 lijnen. De tekst is in het Latijn. De tekst is geschreven in een capitalis rustica. Het tekstblok meet 244 x 222 mm. De rubrieken en de eerste lijn van elke psalm of kantiek zijn geschreven in een unciaal. Elk vers van de psalm begint op een nieuwe lijn, de eerste letter (versaal) staat links van de kolommarge en is eveneens geschreven in een unciaal schrift. De versalen worden gekleurd. De beginletter van een psalm is geschreven in een capitalis quadrata van ongeveer anderhalve lijn hoog en blijft ongekleurd. De woorden worden aan elkaar geschreven en er worden geen leestekens gebruikt, op de puntkomma en de omgekeerde puntkomma na. De laatste wordt gebruikt om pauzes aan te duiden, de eerste voor het einde van een vers, maar niet systematisch. De onderverdeling van de psalmen in verzen stemt niet overeen met de onderverdeling in de Hebreeuwse versie en de Griekse en Latijnse vertalingen daarvan.
Het psalter bevat 166 pentekeningen in bruine (origineel zwarte?) inkt, één bij het begin van elke psalm en één bij het begin van elke kantiek. De aflijning voor het schrijven van de tekst is niet uitgevoerd op de ruimtes die bestemd waren voor de pentekeningen. De penteksten zijn niet omkaderd en gebruiken de volledige vrije ruimte op de bladzijde.
Het tweede deel bevat fragmenten uit een evangeliarium, geschreven in de abdij van Wearmouth en Jarrow in Engeland, omstreeks ca. 690-720. Dit deel bevat 12 perkamenten folia met dezelfde afmetingen. Het is geschreven in het Latijn. De tekst bestaat uit twee kolommen van 27 à 30 lijnen en is geschreven in unciaal. Het tekstblok is 243 x 195 mm groot.
Beide delen zijn ingebonden in een 17e-eeuwse binding van rood marokijn met de wapens van Robert Cotton op het voor- en achterplat. Deze Britse verzamelaar liet wel meer handschriften die volgens hem gelijkaardig waren, samen inbinden.

## Geschiedenis

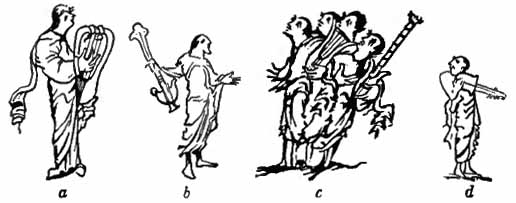
Ontwikkeling van de citer in het Utrechts Psalter

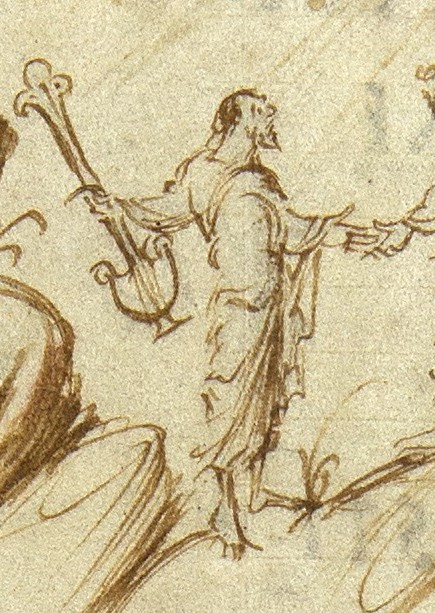
Citer

Het psalter werd waarschijnlijk gemaakt in de abdij van Hautvillers bij Reims tussen ca. 820 en 835. Het handschrift is gebaseerd op het Gallicaanse psalter, dezelfde versie als de Vulgaat. De stijl van het schrift en van de pentekeningen leunen zeer sterk aan bij het Ebbo-evangeliarum waardoor men sterk vermoedt dat het ontstond tijdens het episcopaat van Ebbo, de aartsbisschop van Reims, wat een datering tussen 816 en 835 zou opleveren. Het psalter is dus duidelijk een product van de Karolingische renaissance en het werd misschien gemaakt voor Lodewijk de Vrome, de zoon van Karel de Grote.
Anderen relateren de psalm illustraties met de reizen van de Saksische theoloog Godschalk van Orbais en de illustraties van de geloofsbelijdenis van Athanasius met de periode van Hincmar, de opvolger van Ebbo en dus eerder omstreeks 850.
Van de abdij van Hautvillers kwam het boek waarschijnlijk terecht in Metz, misschien aan het hof van Karel de Kale. Men baseert zich hiervoor op de invloed die het manuscript zou gehad hebben op kunst uit Metz van die periode. Omstreeks 1000 duikt het psalter op in de Kathedraal van Canterbury (Canterbury Christ Church). Het handschrift zal in Engeland driftig gekopieerd worden en het zal de Engelse boekverluchting gedurende meer dan 200 jaar beïnvloeden.
Na de opheffing van de kloosterordes komt het psalter terecht in de verzameling van de kunstverzamelaar Robert Bruce Cotton (22 januari 1570/1 – 6 mei 1631), waar het eerst gecatalogiseerd wordt als nummer 207 en achteraf als Claudius C.VII., het nummer waaronder het beschreven wordt in een catalogus van Cotton van 1621. Cotton leende het handschrift uit aan zijn goede vriend Thomas Howard, 21e graaf van Arundel, die het psalter meeneemt naar de Nederlanden wanneer hij rond 1642 Engeland verlaat, op vlucht voor de burgeroorlog.
Na het overlijden van Thomas Howard, in 1646, wordt het handschrift vermoedelijk door zijn erfgenamen verkocht. In 1716 is het handschrift in het bezit van de Utrechter Willem de Ridder (1649-1716), die het op zijn sterfbed aan de universiteit van Utrecht legateert.
Het Utrechts Psalter wordt in 1859 als het ware herontdekt door professor Westwood.

## Kopieën
Tijdens de periode dat het handschrift in Engeland verbleef, werden er een aantal kopieën van gemaakt, waarvan er enkele bewaard zijn gebleven.
Harley psalterDit handschrift, bewaard in de British Library als Harley MS 603, werd gemaakt rond ca. 1010-1030. Het werd ook geschreven in drie kolommen, maar voor dit psalter werd de zogenaamde Romeinse versie van het psalter gebruikt in plaats van de Gallische. In dit psalter zijn sommige van de pentekeningen verlevendigd door gebruik van kleurinkt.
Eadwine psalterDit handschrift, dat zich nu in Cambridge in de Trinity College Library bevindt als Ms R.17.1, werd gemaakt omstreeks 1150 à 1160 en verder afgewerkt tussen 1160 en 1170. Het werd ook geïnspireerd door het Utrecht psalter. Men kan niet echt van een kopie spreken, want dit boek bevat vijf verschillende versies van de psalmen, de drie Latijnse namelijk de Gallische, de Romeinse en de Hebreeuwse en daarnaast een versie in het Oudengels, tussen de Romeinse versie en een Anglo-Normandische versie tussen de Hebreeuwse. Elke psalm heeft daarenboven een proloog en een collecta (afsluitend gebed). In dit boek werden de pentekeningen in kleurinkt gemaakt.
Anglo-Catalaanse PsalterDit handschrift bevindt zich nu in de BnF als Ms. Latin 8846. Het werd gekopieerd in Canterbury tussen ca. 1180 en 1200. De kopie kwam waarschijnlijk niet direct van het Utrecht psalter maar veeleer van het Eadwine psalter. Het bevat namelijk de Romeinse, de Gallische en de Hebreeuwse versies van het psalter. De verluchting is gedeeltelijk van een Engelse verluchter, een tijdgenoot van de scribent. Dit psalter bevat geen pentekeningen maar echte, op een gouden achtergrond geschilderde miniaturen. In de veertiende eeuw, ca. 1340, duikt dit handschrift op in Spanje, waar de verluchting wordt afgewerkt door meerdere Catalaanse kunstenaars. Ook al is dit handschrift eerder een kopie van het Eadwine Psalter, is het overduidelijk dat een aantal van de miniaturen teruggaan op het Utrechts psalter.

## Inhoud

### Psalter
Het Utrecht psalter bevat vooreerst de 150 psalmen van de Vulgaat in de volgorde zoals ze in de Vulgaat voorkomen. De tabel hieronder geeft ook de nummers die gebruikt werden in het handschrift om de psalmen te nummeren (kolom “Utrecht”), in deze nummers komen trouwens enkele fouten voor.
| Fol. | Utrecht   | Nr.               | Incipit                          |
| ---- | --------- | ----------------- | -------------------------------- |
| f2r  | --        | Psalm 1           | Betaus vir qui                   |
| f2r  | --        | Psalm 2           | Quare fremuerunt                 |
| --   | Psalm 3   | Domine quid multi |                                  |
| f3r  | --        | Psalm 4           | Cum inuocarem                    |
| f3r  | v         | Psalm 5           | Verba mea auribus                |
| f3v  | vi        | Psalm 6           | Domine ne in furore              |
| f4r  | vii       | Psalm 7           | Domine Deus meus.                |
| f4v  | viii      | Psalm 8           | Domine dominus noster.           |
| f5r  | viiii     | Psalm 9           | Confitebor tibi Domine           |
| f6r  | x         | Psalm 10          | In Domino confido.               |
| f6v  | xi        | Psalm 11          | Saluum me fac.                   |
| f7r  | xii       | Psalm 12          | Vsquequo Domine.                 |
| f7v  | xiii      | Psalm 13          | Dixit insipiens in corde.        |
| f8r  | xiiii     | Psalm 14          | Domine quis habitabit            |
| f8v  | --        | Psalm 15          | Conserua me Domine               |
| f9r  | --        | Psalm 16          | Exaudi Domine iustitiam.         |
| f9v  | --        | Psalm 17          | Diligam te Domine.               |
| f11r | xviii     | Psalm 18          | Celi enarrant.                   |
| f11v | xviiii    | Psalm 19          | Exaudiat te Dominus.             |
| f12r | xx        | Psalm 20          | Domine in virtute.               |
| f12v | xxi       | Psalm 21          | Deus Deus meus respice.          |
| f13r | xxii      | Psalm 22          | Dominus regit me                 |
| f13v | xiii      | Psalm 23          | Domini est terra.                |
| f14r | xxiiii    | Psalm 24          | Ad te domine leuaui.             |
| f14v | xxv       | Psalm 25          | Iudica me Domine.                |
| f15r | xxvi      | Psalm 26          | Dominus illuminatio mea.         |
| f15v | xxvii     | Psalm 27          | Ad te Domine clamabo.            |
| f16r | xxviii    | Psalm 28          | Afferte Domino.                  |
| f16v | xxviiii   | Psalm 29          | Exaltabo te Domine.              |
| f17r | xxx       | Psalm 30          | In te Domine speraui.            |
| f18r | xxxi      | Psalm 31          | Beati quorum remisse.            |
| f18v | xxxii     | Psalm 32          | Exultate iusti.                  |
| f19r | xxxiii    | Psalm 33          | Benedicam Dominum in omni.       |
| f19v | xxxiiii   | Psalm 34          | Iudica Domine nocentes me.       |
| f20v | xxxv      | Psalm 35          | Dixit iniustus                   |
| f21r | xxxvi     | Psalm 36          | Noli emulari.                    |
| f22r | xxxvii    | Psalm 37          | Domine ne in furore.             |
| f22v | xxxiii    | Psalm 38          | Dixi custodiam.                  |
| f23v | xxxiiii   | Psalm 39          | Expectans expectaui.             |
| f24r | xl        | Psalm 40          | Beatus qui intelligit.           |
| f24v | xli       | Psalm 41          | Quem admodum desiderat.          |
| f25r | xlii      | Psalm 42          | Iudica me Deus.                  |
| f25v | xliii     | Psalm 43          | Deus auribus nostris.            |
| f26r | liiii     | Psalm 44          | Eructauit.                       |
| f27r | xlv       | Psalm 45          | Deus noster refugium.            |
| f27r | xlvi      | Psalm 46          | Omnes gentes.                    |
| f27v | xlvi      | Psalm 47          | Magnus Dominus                   |
| f28r | xlviii    | Psalm 48          | Audite haec omnes gentes.        |
| f28v | xlviiii   | Psalm 49          | Deus Deorum.                     |
| f29v | l         | Psalm 50          | Miserere mei Deus.               |
| f30r | li        | Psalm 51          | Quid gloriaris.                  |
| f30v | lii       | Psalm 52          | Dixit Insipiens.                 |
| f31r | liii      | Psalm 53          | Deus in nomine tuo.              |
| f31r | liiii     | Psalm 54          | Exaudi deus orationem.           |
| f32r | lv        | Psalm 55          | Miserere mei Deus quoniam.       |
| f32v | lvi       | Psalm 56          | Miserere mei Deus miserere.      |
| f33r | lvii      | Psalm 57          | [S]i vere vtique iustitiam.      |
| f33v | lviii     | Psalm 58          | Eripe me de inimicis.            |
| f34r | lviiii    | Psalm 59          | Deus reppulisti nos.             |
| f34v | lx        | Psalm 60          | Exaudi Deus depreationem.        |
| f35r | lxi       | Psalm 61          | Nonne Deo subiecta.              |
| f35v | lxii      | Psalm 62          | Deus Deus meus                   |
| f35v | lxiii     | Psalm 63          | Exaudi Deus orationem.           |
| f36r | lxiii     | Psalm 64          | Te decet hymnus                  |
| f36v | lxv       | Psalm 65          | Iubilate Deo omnis terra.        |
| f37v | lxxi      | Psalm 66          | Deus misereatur.                 |
| f38r | lxxii     | Psalm 67          | Exurgat Deus.                    |
| f38v | lxviii    | Psalm 68          | Saluum me fac Deus.              |
| f39v | lxviiii   | Psalm 69          | Deus in adiutorium meum intende. |
| f40r | lxx       | Psalm 70          | In te Domine speraui.            |
| f41r | lxxi      | Psalm 71          | Deus iudicum.                    |
| f41v | lxxii     | Psalm 72          | Quam bonus Israel Deus.          |
| f42v | lxxvii    | Psalm 73          | Vt quid Deus.                    |
| f43r | lxxiii    | Psalm 74          | Confitebimur tibi.               |
| f43v | lxxv      | Psalm 75          | Notus in Iudea Deus.             |
| f44r | lxxvi     | Psalm 76          | Voce mea.                        |
| f45r | lxxvii    | Psalm 77          | Attendite popule meus.           |
| f47r | lxxvii    | Psalm 78          | Deus venerunt gentes.            |
| f47v | lxxviiii  | Psalm 79          | Qui regis Israel.                |
| f48r | lxxx      | Psalm 80          | Exultate Deo.                    |
| f48v | lxxxi     | Psalm 81          | Deus stetit in Sinagoga.         |
| f49r | lxxxii    | Psalm 82          | Deus quis similis erit.          |
| f49v | lxxxiii   | Psalm 83          | Quam dilecta tabernacula.        |
| f50r | lxxxiiii  | Psalm 84          | Benedixisti Domine               |
| f50v | lxxxv     | Psalm 85          | Inclina Domine aurem tuam        |
| f51r | lxxxvi    | Psalm 86          | Fundamenta eius.                 |
| f51r | lxxxvii   | Psalm 87          | Domine Deus salutis.             |
| f52r | lxxxviii  | Psalm 88          | Misericordias Domini.            |
| f53r | lxxxviii  | Psalm 89          | Domine refugium.                 |
| f53v | xc        | Psalm 90          | Qui habitat.                     |
| f54r | xci       | Psalm 91          | Bonum est confiteri.             |
| f54v | xcii      | Psalm 92          | Dominus regnauit.                |
| f55r | xciii     | Psalm 93          | Deus vlcionum.                   |
| f55v | xciiii    | Psalm 94          | Venite exultemus.                |
| f56r | xcv       | Psalm 95          | Cantate Domino canticum.         |
| f56v | xcvi      | Psalm 96          | Dominus regnauit exultet.        |
| f57r | xcvii     | Psalm 97          | Cantate Domino canticum.         |
| f57r | xcviii    | Psalm 98          | Dominus regnauit irascan.        |
| f57v | xcviiii   | Psalm 99          | Iubilate Deo.                    |
| f58r | c         | Psalm 100         | Misercordiam et iudicium.        |
| f58r | ci        | Psalm 101         | Domine exaudi orationem.         |
| f59r | cii       | Psalm 102         | Benedic anima mea.               |
| f59v | ciii      | Psalm 103         | Benedic anima mea.               |
| f60r | ciiii     | Psalm 104         | Confitemini Domino, et inuoc.    |
| f61r | cv        | Psalm 105         | Confitemini Domino.              |
| f62v | cvi       | Psalm 106         | Confitemini Domino               |
| f63v | cvii      | Psalm 107         | Paratum cor meum.                |
| f64r | cviii     | Psalm 108         | Deus laudem meam.                |
| f65r | cviiii    | Psalm 109         | Dixit Dominus Domino.            |
| f65r | cx        | Psalm 110         | Confitebor tibi Domine.          |
| f65v | cxi       | Psalm 111         | Beatus vir qui timet.            |
| f66r | cxi       | Psalm 112         | Laudate pueri.                   |
| f66v | cxiii     | Psalm 113         | In exitu Israel de AEgypto.      |
| f67r | cxiiii    | Psalm 114         | Dilexi quoniam exaudiet.         |
| f67v | cxv       | Psalm 115         | Credidi propter quod.            |
| f67v | cxvi      | Psalm 116         | Laudate Dominum omnes gentes.    |
| f68r | cxvii     | Psalm 117         | Confitemini Domino.              |
| f68v | cxviii    | Psalm 118         | Aleph. Beati immaculati.         |
| f68v |           | Psalm 118         | Beth. Domus/In quo corrigit.     |
| f68v |           | Psalm 118         | Gimel. Plenitudo/Retribue.       |
| f69r |           | Psalm 118         | Daleth. Tabulam/Adhesit.         |
| f69r |           | Psalm 118         | Hc. Legem pone.                  |
| f69r |           | Psalm 118         | Vau. Et veniat.                  |
| f69v |           | Psalm 118         | Zain. Memor esto.                |
| f69v |           | Psalm 118         | Heth. Portio mea.                |
| f69v |           | Psalm 118         | Teth Bonitatem.                  |
| f70r |           | Psalm 118         | Ioth Manus.                      |
| f70r |           | Psalm 118         | Caph. Defecit.                   |
| f70r |           | Psalm 118         | Lamech. In aeternum Domine.      |
| f70r |           | Psalm 118         | Mem. Quomodo.                    |
| f70v |           | Psalm 118         | Nun. Lucerna.                    |
| f70v |           | Psalm 118         | Samech. Iniquos odio.            |
| f70v |           | Psalm 118         | Ain. Feci iudicium.              |
| f71r |           | Psalm 118         | Phe. Mirabilia.                  |
| f71r |           | Psalm 118         | Sade. Iustus es.                 |
| f71r |           | Psalm 118         | Coph. Clamaui                    |
| f71r |           | Psalm 118         | Res. Vide humilitatem.           |
| f71v |           | Psalm 118         | Sin. Principes.                  |
| f71v |           | Psalm 118         | Thau. Appropinquet.              |
| f72r | cxiiii    | Psalm 119         | Ad Dominum cum tribularer        |
| f72r | cxx       | Psalm 120         | Leuaui oculos meos.              |
| f72v | cxxi      | Psalm 121         | Letatus sum.                     |
| f72v | cxxii     | Psalm 122         | Ad te leuaui.                    |
| f73r | cxxiii    | Psalm 123         | Nisi quia Dominus.               |
| f73r | cxxiiii   | Psalm 124         | Qui confidunt.                   |
| f73v | cxxv      | Psalm 125         | In conuertendo.                  |
| f73v | cxxvi     | Psalm 126         | Nisi dominus aedificauerit.      |
| f74r | cxxvii    | Psalm 127         | Beati omnes qui timent.          |
| f74r | cxxviii   | Psalm 128         | Sepe expugnauerunt.              |
| f74v | cxxviiii  | Psalm 129         | De profundis                     |
| f75r | cxxx      | Psalm 130         | Domine non est exaltatum.        |
| f75r | cxxxi     | Psalm 131         | Memento Domine.                  |
| f75v | cxxxii    | Psalm 132         | Ecce quam bonum.                 |
| f76r | cxxxiii   | Psalm 133         | Ecce nunc benedicite.            |
| f76r | cxxxiiii  | Psalm 134         | Laudate nomen Domini.            |
| f76v | cxxxv     | Psalm 135         | Confitemini Domino.              |
| f77r | cxxxvi    | Psalm 136         | Super flumina.                   |
| f77v | cxxxvii   | Psalm 137         | Confitebor.                      |
| f78r | cxxxviii  | Psalm 138         | Domine probasti.                 |
| f78v | cxxxviiii | Psalm 139         | Eripe me Domine.                 |
| f79r | cxl       | Psalm 140         | Domine clamaui.                  |
| f79v | cxli      | Psalm 141         | Voce mea.                        |
| f80r | cxlii     | Psalm 142         | Domine exaudi.                   |
| f80v | cxliii    | Psalm 143         | Benedictus dominus Deus.         |
| f81r | cxliiii   | Psalm 144         | Exaltabo te Deus.                |
| f81v | cxlv      | Psalm 145         | Lauda anima mea etc.             |
| f82r | cxlvi     | Psalm 146         | Laudate Dominum.                 |
| f82r | cxlvii    | Psalm 147         | Lauda Ierusalem.                 |
| f82v | cxlviii   | Psalm 148         | Laudate Dominum de.              |
| f83r | cxlviiii  | Psalm 149         | Cantate Dominum canticum.        |
| f83v | cl        | Psalm 150         | Laudate Dominum                  |

### Kantieken
Het boek bevat de volgende kantieken:
- f83v: Kantiek van Jesaja, Jesaja 12:1-6 Confitebor tibi domine qui iratus es …
- f84r: Kantiek van Hizkia, Jesaja 38:10-12: Ego dixi in dimidio …
- f84v: Kantiek van Hanna, 1 Samuel 2:1-10: Exultavit cor meum in domino et exaltatum
- f85r: Kantiek van Mozes, Exodus 15:1-13,17-20: Cantemus domino gloriose
- f85v: Kantiek van Habakuk, Habakuk 3:2-19 Domine auditum
- f86v: Kantiek van Mozes, Deuteronomium 32:1-44: Audite celi quae loquor…
- f87v: Kantiek van de drie Hebreeuwen in de oven, Daniel 3:57-88: Benedicite omnia opera
- f88r: Te Deum laudamus
- f88v: Kantiek van Zacharias, Lucas 1:68-79: Benedictus dominus deus Israel
- f89r: Kantiek van de maagd Maria, Lucas 1:46-55: Magnificat
- f89v: Kantiek van Simeon, Lucas 2:29-32: Nunc dimittis
- f89v: Gloria in excelsis
- f90r: Onze vader: Oratio dominica secumdum Matheum, Mattheus 6:9-13: Pater Noster
- f90r: Geloofsbelijdenis van de apostelen: Credo in deum patrem omnipotentem
- f90v: Geloofsbelijdenis van Athanasius: Quicumque vult
- f91v: Apocriefe psalm: Pusil luscram inter fratres

### Evangelieteksten
Het tweede deel van het boek dat waarschijnlijk door Robert Cotton samen met het psalter als een boek werd ingebonden, bevat fragmenten uit een evangeliarium, namelijk:
- Brief van Hiëronymus aan Paus Damasus, Incipit prologus beato papae damaso hieronymus novum opus facere me cogis …
- Het einde van de proloog van Hiëronymus bij de vier evangelisten
- De proloog bij het evangelie volgens Mattheus met een inhoudsbeschrijving van de hoofdstukken
- Een titel-medaillon bij de vier evangeliën met een aanroeping van de maagd Maria (in het Grieks).[14]
- Het begin van het evangelie volgens Mattheus, hoofdstuk 1 tot 3:4;
- Een deel van het eerste hoofdstuk van het evangelie volgens Johannes 1:1-21

## Verluchting
Het Utrechts psalter is een van de vroegste en het meest overvloedig geïllustreerde handschrift uit de Karolingische periode. De beelden zijn innovatief en levendig, sterk verschillend van de iconografie die men kan terugvinden in de werken gemaakt voor het hof. Men neemt aan dat de miniaturen gebaseerd waren op de illustraties van een laat antiek handschrift dat verloren is gegaan.
De illustraties geven een afbeelding van de letterlijke tekst van de psalmen zoals dat in de middeleeuwen vrij gebruikelijk was. Gezien de psalmteksten geen verhaal vertellen baseert de miniaturist zich op woorden en zinnen uit de psalmtekst om een passende miniatuur te creëren. De tekst is dus onontbeerlijk bij het interpreteren van de tekeningen.
Een mooi voorbeeld hiervan is de illustratie van psalm 10 op f6r. In het eerste vers van de psalm vinden we de tekst: “… mijn ziel vliegt op de berg als een musje.”, wat we letterlijk geïllustreerd zien. De zondaars die hun boog spannen om te schieten op de rechtvaardigen uit vers 2 zien we eveneens afgebeeld. Vers 3 wordt geïllustreerd met het afbreken van een tempel en we zien het vuur en de zwavelregen en de hagel uit vers 6 neerdalen op de slechten. Tegenover dit tafereel zien we de Heer zitten in zijn hemelse tempel en de goeden die met opgeheven handen bidden tot de Heer als illustratie van vers 7.
Een ander mooi voorbeeld hiervan is de illustratie van psalm 148 waar alle elementen van de schepping worden opgeroepen om de heer te loven: de zon, de maan, de sterren, de aarde, de zee met alles wat erop of erin leeft, koningen, prinsen, maagden, jongelingen, ouderlingen en kinderen, ze zijn er allemaal bij in de lofzang voor God.